# Estádio La Ciudadela
Estádio La Ciudadela é um estádio multiúso em São Miguel de Tucumã, Argentina. É usado principalmente para o futebol, e é atualmente a casa do Club Atlético San Martín de Tucumán. O estádio tem capacidade para 30.500 pessoas.